# Герб гмины Грыбув

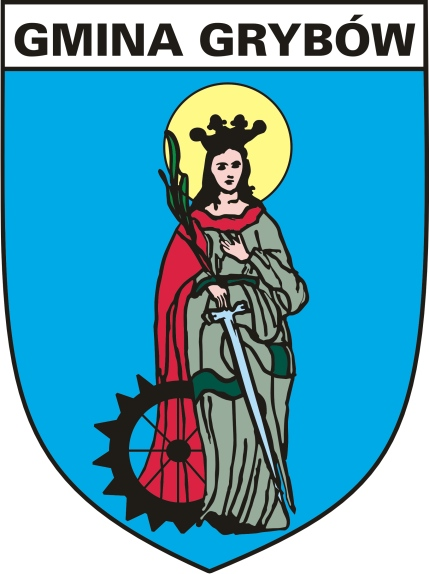
Герб гмины Грыбув

Герб гмины Грыбув (Малопольское воеводство, Новосонченский повят представляет собой изображение в голубом гербовым поле св. Екатерины Александрийской. Она изображена в короне и с нимбом, в золотой одежде с красной накидкой. В правой руке держит меч а также пальмовую ветвь. Герб был в XIX в гербом города Грибова, принят в настоящее время в качестве герба сельской гмины Грыбув.